# Arapoti
Arapoti är en kommun i Brasilien.   Den ligger i delstaten Paraná, i den södra delen av landet, 900 km söder om huvudstaden Brasília. Antalet invånare är 25 856.
I omgivningarna runt Arapoti växer i huvudsak städsegrön lövskog. Runt Arapoti är det ganska glesbefolkat, med 22 invånare per kvadratkilometer.